# S.N.U.F.F.
«S.N.U.F.F.» — роман Віктора Пелевіна, виданий у 2011 році.

## Анотація автора
|  | Роман-утøпія Віктора Пелевіна про глибинні таємниці жіночого серця і найвищі секрети льотної майстерності!Оригінальний текст (рос.) Роман-утøпія Виктора Пелевина о глубочайших тайнах женского сердца и высших секретах летного мастерства! |

## Сюжет
Дія роману розгортається в постапокаліптичному світі навколо взаємин двох країн — Уркаїни (Уркаїнського Уркаганата), в якій живуть «орки», і гігантської кулі Бізантіума (Big Byz), заселеної «людьми», що нависає над Уркаїною.
Уркаїна є технологічно відсталим суспільством, яке у побуті говорить «верхньоросійською» мовою (державна мова — верхньо-середньосибірська), а Бізантіум, навпаки, є технологічно просунутою державою-«демократурою», де переважає церковноанглійська мова, схожа на англійську. Тим не менш, Бізантіум страждає він браку фізичного простору і від закону про вік згоди, який забороняє сексуальні контакти людям, яким не виповнилось 46 років. Через це багато жителів Бізантіума живуть з роботами-ляльками («сурами»).
Розповідь ведеться від особи «людини» — Дем'яна-Ландульфа Дамілоли Карпова, який працює оператором новин, а паралельно з цим — штурманом безпілотного літального апарата під час війни між людьми і орками. Ці війни потрібні обом расам: з одного боку «орків» вони рятують від перенаселення і вигідні владі, з іншого, «люди» потребують шоу — фільмів зі справжніми смертями, які знімають на полі бою і які мають назву «Снафф».
Карпов живе з сурою на ім'я Кая, яку взяв у кредит. Вона втягає його і двох «орків» в інтригу, зав'язану на її особистих інтересах.
Роман містить багато натяків на сучасний соціальний і політичний стан Росії і Заходу і на їх взаємовідносини, які подаються в сатиричній манері. Текст рясніє ненормативною лексикою і «новомовою», здебільшого утвореною з англійських і російських слів, які змінили своє значення у світі описаного в романі майбутнього.

## Назва
Слово «снафф» означає відео- або кінозапис справжнього вбивства. В романі Пелевіна S.N.U.F.F. (абревіатура від англ. special newsreel universal feature film) — це зйомка війн між Бізантіумом і Уркаїною, які нагадують суміш гладіаторських боїв і комп'ютерної гри. Половина «снаффу» є порнофільмом, а інша половина — кадри з реального бою кіногероїв і орків.
Назва роману Пелевіна повторює назву роману Чака Паланіка «Снаф», що вийшов 2008 року. У творі Паланіка йдеться про порнозірку, яка вирішила завершити свою кар'єру і хотіла відзначити цю подію особливим чином — займаючись сексом із 600 чоловіками перед об'єктивами камер.

## Рейтинги
В рейтингу книжок, що найбільше продавались в Україні у 2012 році, опублікованому журналом «Фокус», роман Пелевіна «S.N.U.F.F.» посів дев'яту сходинку.